# Квартет Хельмесбергера
Квартет Хельмесбергера (нем. Hellmesberger-Quartett) — австрийский струнный квартет, один из первых камерных ансамблей, выступавших под устойчивым названием.
Квартет был основан в Вене в 1845 г. Первой скрипкой в нём был Леопольд Янса. Однако в 1849 г. три других участника квартета начали выступать вместе с другой первой скрипкой — Йозефом Хельмесбергером-старшим, возглавлявшим состав на протяжении почти 40 лет и в первую очередь снискавшим ему успех и репутацию. Первый концерт в этом составе был дан 4 ноября 1849 г., с программой, включавшей произведения Бетховена, Гайдна и Шпора. На ранних афишах квартета было написано: «Квартет Хельмесбергера. При поддержке господ Дурста, Хайслера и Шлезингера» — как будто сам Хельмесбергер и был квартетом, а остальные музыканты лишь помогали ему, — что, как замечал Франц Кнайзель, всё-таки чересчур. Янса недолгое время выступал с тремя другими музыкантами (в том числе с виолончелистом Эгидиусом Борцагой, в дальнейшем игравшим и у Хельмесбергера), последний концерт состоялся 13 января 1850 г., после чего Янса эмигрировал.
В дальнейшем среди участников квартета был ряд выдающихся музыкантов — в том числе скрипач Адольф Бродский и виолончелист Давид Поппер. С 1875 г. в квартет вошёл в качестве второй скрипки сын Хельмесбергера Йозеф Хельмесбергер-младший, а в 1887 г. к нему перешла партия первой скрипки и полномочия лидера ансамбля. Квартет прекратил своё существование в 1901 году.
Квартету Хельмесбергера принадлежит честь привлечения широкого внимания музыкальной общественности к поздним квартетам Бетховена. Хельмесбергер и его коллеги впервые исполнили Струнный квартет № 15 до мажор (последний) Франца Шуберта (27 ноября 1850, спустя 22 года после его создания), ряд произведений Иоганнеса Брамса — в том числе Фортепианный квартет № 2 (29 ноября 1862 г., первая венская премьера Брамса, в которой он сам исполнил партию фортепиано) и Струнный квартет № 1 (11 декабря 1873 г.), квартет Антона Брукнера (14 мая 1885, спустя 24 года после того, как Хельмесбергер предложил композитору его сочинить), квартет Александра Цемлинского (1896) и многие другие сочинения. По заказу квартета Хельмесбергера был написан Струнный квартет № 11 Антонина Дворжака — правда, неизвестно, довелось ли квартету исполнить его впервые, поскольку намеченная на 15 декабря 1881 г. премьера была отменена из-за пожара в венском Рингтеатре, где она должна была состояться.

## Состав
Первая скрипка:
- Леопольд Янса (1845—1849)
- Йозеф Хельмесбергер-старший (1849—1887)
- Йозеф Хельмесбергер-младший (1887—1901)

Вторая скрипка:
- Маттиас Дурст (1849—1865)
- Карл Хофман (1865—1866)
- Драгомир Кранчевич (1867—1868)
- Адольф Бродский (1868—1869)
- Драгомир Кранчевич (1869—1870)
- Йозеф Хельмесбергер-младший (1870—1875)
- Франц Радницкий (1875—1876)
- Йозеф Хельмесбергер-младший (1876—1887)
- Юлиус Эггхард-младший (1887—1901)

Альт:
- Карл Хайслер (1845—1855)
- Франц Добигал (1855—1868)
- Сигизмунд Бахрих (1868—1880)
- Йозеф Максинчак (1880—1890)
- Теодор Швендт (1890—1901)

Виолончель:
- Карл Шлезингер (1845—1855)
- Эгидиус Борцага (1855—1858)
- Бернхард Коссман (1858)
- Генрих Рёвер (1859—1868)
- Давид Поппер (1868—1872)
- Генрих Рёвер (1872—1875)
- Фридрих Хильперт (1875—1876)
- Райнхольд Хуммер (1876—1880)
- Йозеф Зульцер (1880—1883)

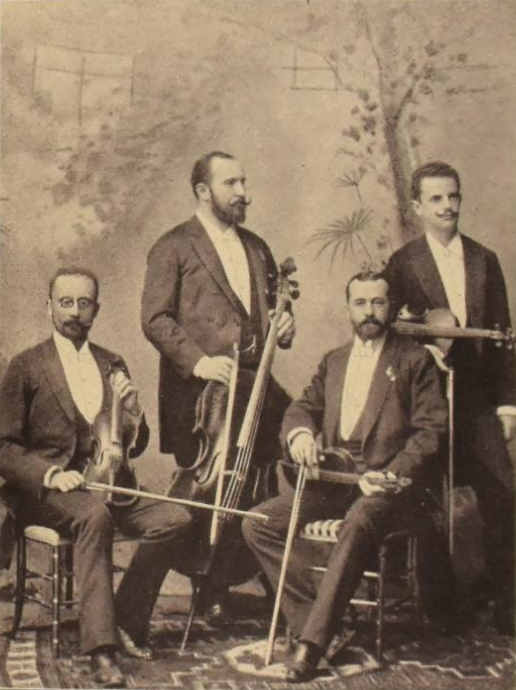
Квартет Хельмесбергера в 1890-е гг. Юлиус Эггхард, Фердинанд Хельмесбергер, Йозеф Хельмесбергер-младший, Теодор Швендт

- Фердинанд Хельмесбергер (1883—1901)